# Hemisphaerius
Hemisphaerius är ett släkte av insekter. Hemisphaerius ingår i familjen sköldstritar.

## Dottertaxa tillHemisphaerius, i alfabetisk ordning[1]
- Hemisphaerius affinis
- Hemisphaerius alutaceus
- Hemisphaerius astridae
- Hemisphaerius atromaculatus
- Hemisphaerius bacculinus
- Hemisphaerius biarcuatus
- Hemisphaerius bigeminus
- Hemisphaerius bipunctatus
- Hemisphaerius bistriatus
- Hemisphaerius cassidoides
- Hemisphaerius celebensis
- Hemisphaerius cervinus
- Hemisphaerius chloris
- Hemisphaerius chlorophanus
- Hemisphaerius cinctus
- Hemisphaerius circumcinctus
- Hemisphaerius coccinelloides
- Hemisphaerius coccineus
- Hemisphaerius collaris
- Hemisphaerius concolor
- Hemisphaerius corvinus
- Hemisphaerius cruentatus
- Hemisphaerius delectabilis
- Hemisphaerius dilatatus
- Hemisphaerius elegantulus
- Hemisphaerius fasciatus
- Hemisphaerius flavovariegatus
- Hemisphaerius flavus
- Hemisphaerius frontalis
- Hemisphaerius fuscoclypeatus
- Hemisphaerius gagatus
- Hemisphaerius hoozanensis
- Hemisphaerius imitatus
- Hemisphaerius impexus
- Hemisphaerius interclusus
- Hemisphaerius javanensis
- Hemisphaerius kotoshonis
- Hemisphaerius lativitta
- Hemisphaerius lunaris
- Hemisphaerius lygaeus
- Hemisphaerius maculatus
- Hemisphaerius maculipes
- Hemisphaerius moluccanus
- Hemisphaerius monticola
- Hemisphaerius morio
- Hemisphaerius nigritus
- Hemisphaerius nigrolimbatus
- Hemisphaerius nitidus
- Hemisphaerius noctis
- Hemisphaerius parenthesis
- Hemisphaerius pissopterus
- Hemisphaerius plagiatus
- Hemisphaerius pulcherrimus
- Hemisphaerius pullatus
- Hemisphaerius ruficeps
- Hemisphaerius rufovarius
- Hemisphaerius rufus
- Hemisphaerius sauteri
- Hemisphaerius scymnoides
- Hemisphaerius sexvittatus
- Hemisphaerius signatus
- Hemisphaerius signifer
- Hemisphaerius similis
- Hemisphaerius stali
- Hemisphaerius subapicalis
- Hemisphaerius submaculatus
- Hemisphaerius submarginalis
- Hemisphaerius subopacus
- Hemisphaerius taeniatus
- Hemisphaerius tappanus
- Hemisphaerius testaceus
- Hemisphaerius torpidus
- Hemisphaerius transfasciatus
- Hemisphaerius triangularis
- Hemisphaerius trimaculatus
- Hemisphaerius tristis
- Hemisphaerius typicus
- Hemisphaerius varicolor
- Hemisphaerius variegatus
- Hemisphaerius viduus
- Hemisphaerius villicus
- Hemisphaerius virescens
- Hemisphaerius viridis
- Hemisphaerius vittiger